# 前44年
| 千纪： | 前1千纪 |
| 世纪： | 前2世纪 \| 前1世纪 \| 1世纪                                                                                |
| 年代： | 前70年代 \| 前60年代 \| 前50年代 \| 前40年代 \| 前30年代 \| 前20年代 \| 前10年代                           |
| 年份： | 前49年 \| 前48年 \| 前47年 \| 前46年 \| 前45年 \| 前44年 \| 前43年 \| 前42年 \| 前41年 \| 前40年 \| 前39年 |
| 纪年： | 西汉初元五年                                                                                               |

## 大事记
- 罗马共和国
  - 恺撒重建希腊城市科林斯。
  - 3月15日：羅馬共和國獨裁官凱撒遭以馬爾庫斯·尤尼烏斯·布魯圖斯所領導的元老院成員暗殺身亡
  - 9月2日：西塞羅開始一系列演講，號召反對馬克·安東尼。

## 逝世
- 3月15日：凱撒，古罗马共和国末期杰出的军事统帅、政治家，被政敌刺死（前101年出生）。